# محمود قاسم (كاتب)
محمود قاسم (9 يوليو 1949) كاتب ومترجم وناقد سينمائي وأستاذ جامعي مصري من مواليد الإسكندرية. اشتهر بتفرعاته الأدبية التي تجلت في مؤلفاته من كتب للأطفال، وروايات، ومقالات، وموسوعات أدبية وفنية. حاز على العديد من الجوائز المصرية والعربية في مجال الكتابة للأطفال والدراما الاذاعية، و منها جائزة أحسن دراسة أدبية بعنوان "الأدب العربي المكتوب بالفرنسية“. و جائزة التميز عن اتحاد الكتاب ٢٠٢٢، و جائزة احسن كتاب في معرض الكتاب عام ٢٠٢٤ في مجال الفنون، كما نال عددًا من التكريمات عن مسيرته اخرها تكريم من المركز القومي لثقافة الطفل في معرض الكتاب ايضا عام ٢٠٢٤.

## الحياة الشخصية
ولد محمود محمود محمد قاسم لعائلة متوسطة، وعمل والده في شركة الغزل الأهلية حتى وفاته عام 1956، عاشت بعدها والدته "عائشة أحمد بدوي" ظروفاً قاسية مع تربيتها لقاسم وإخوته.
فقد الكاتب بصره عقب استفحال مرض السكري في عام 2021 وتفرغ للكتابة عن طريق الاستعانة بمن يكتب له على الكمبيوتر.

## التعليم
حصل محمود قاسم على درجة البكالوريوس في الزراعة في جامعة الإسكندرية عام 1972.

## السيرة المهنية
شغل محمود قاسم عدة مناصب بعيدة عن مجال الأدب، فعمل في قسم الإعلام بالشعبة القومية لليونسكو من عام 1975 حتى 1977، ثم في معهد الفنى التجاري في الكلية التكنولوجية بالإسكندرية كرئيس قسم المكتبة من عام 1977 حتى 1984، وفي شركة مصر للتجارة الخارجية بالإسكندرية من عام 1984 حتى 1985. وتولى منصب أستاذ جامعي في قسم الرسوم المتحركة بكلية الفنون الجميلة في جامعة المنيا عام 2007.
قدم خدماته في مجال الأدب، حيث عمل كسكرتير تحرير روايات الهلال التي تنشرها دار الهلال عام 1985، ورئيس تحرير كتب الأطفال في نفس دار النشر لعام 1999 حتي 2011، ومن بعدها تفرغ للكتابة. ونتيجة حبه للسينما، توغل "محمود قاسم" في الكتابة عن الأفلام والأغاني، ووثق الأفلام التي صورت حياة الفنانين. استفاد بدراساته العلمية لتقديم حكايات عن العلوم بشكل مبسط، واستجماع المعارف لإنشاء موسوعات بهدف تطوير الشعوب. أصدر حوالي عشر روايات تدور أحداثها في الماضي، و40 كتاب حول السينما المصرية، وأكثر من عشرين ألف مقالاً في الصحف والمجلات العربية. بدأ كتابة المقالات عام 1980 لجريدة المساء، وبعدها لمجلة العربي. وعلى الرغم من اصداره لخمسة وعشرون موسوعة، رفض محمود قاسم بأن يلقبه أحد بكاتب الموسوعات لأنه لم يقم بشيء سوى زرع البذرة الأولى ألا وهي تجميع المعلومات، وإيلاء المسؤولية للمؤسسات الثقافية لتولي باقي العملية، بالإضافة إلى إنه كان يتجنب مناقشة أعماله في الندوات والتجمعات الثقافية. علاوة على ذلك، ترجم قاسم 12 عملاً من اللغة الفرنسية من بينها أربعة إصدارات للكاتب المصري الفرنسي، ألبير قصيري. كما أنتج مسلسلات تلفزيونية وإذاعية للكبار والصغار، من بينها مسلسل ”مغامرات جلجل وفلفل“، وعُرِضت في القنوات المصرية والعربية الإذاعية. انتقد قاسم أعمال السيناريست الكبير، وحيد حامد، الذي كتب سيناريو فيلم الإرهاب والكباب، ومحامي خلع، واحكي يا شهرزاد، بل وأبدى إعجابه بكتابته عن علاقة المواطن الضعيف بالسلطات القوية واستخدامه للتمرد والإحتجاج لمكافحة وضعه الحالي.

## مؤلفاته

### روايات
- لماذا، 1982.
- "اوديسا نا" 1983.
- الثروة، المجلس الأعلي للثقافة، القاهرة، 1983. تأثرت هذ الرواية برواية ”صحراء التتار“ للكاتب الإيطالي، دينو بوزاتي.[3]
- البديل، الهيئة المصرية العامة للكتاب، القاهرة، 1987.
- أطلانتيس، نهضة مصر، الجيزة، 1989.
- طه حسين: مسافر زاده الإرادة، دار المعارف، القاهرة، 1995.
- اختطاف مايكل جاكسون، دار الشروق للنشر والتوزيع، القاهرة، 1995.
- زمن عبد الحليم حافظ، وكالة الصحافة العربية، الجيزة، 1997.
- أيام الشارلستون، الهيئة المصرية العامة للكتاب، القاهرة، 1998.
- آخر أيام الإسكندرية، الهيئة المصرية العامة للكتاب، القاهرة، 2001.
- الحياة مفرد مؤنث، مركز الحضارة العربية، القاهرة، 2003.
- ”أفعال الحب، مؤسسة الانتشار العربي، بيروت، 2003.
- الركض فوق الماء، دار وعد، القاهرة، 2012. استوحى الكاتب أحداث هذه الرواية من الواقع ما يجعل القارئ يتعاطف مع قصصها. فتسرد الرواية حياة ثمانية أشخاص مشهورين في مجالاتهم ويستعينون بغيرهم للكتابة بالنيابة عنهم. ويتضمن هؤلاء الشخصيات رئيس تحرير إحدى الصحف الكبرى، ومذيعة لحكايات الأطفال، وكاتب روائي، وسيناريست سينمائي، وكاتب تلفزيوني، ومدرس لغة عربية، وسياسي، ومكتب لإعداد الرسائل العلمية لطلاب الدراسات العليا. ومن واقعية القصص، سيشعر القارئ بأن هؤلاء الشخصيات ومن يكتبون لهم يعيشون في عالمنا هذا. تضم الرواية العديد من التجارب التي تسرد بصيغة جديدة غير مألوفة. أصدر القاسم هذه الرواية بعد ثمان سنوات من إصدار رواية ”أفعال الحب“، وطبعت أكثر من مرة.[1]
- وقائع سنوات الصبا، وكالة الصحافة العربية، الجيزة، 2017.
- "المؤلف" 2018.
- "لحظة" 2022.
- "تلاشي" 2023.

### موسوعات
- "موسوعة مجلات الأطفال في العالم العربي"، جامعة الدول العربية، 2005
- "موسوعة جائزة نوبل"، مكتبة مدبولي، 2009
- موسوعة الأغنيات في السينما المصرية الجزء الأول من 1933 حتى 1945، الهيئة العامة لقصور الثقافة، القاهرة، 2014.
- موسوعة الأغنيات في السينما المصرية الجزء الثاني من 1946 حتى 1949، الهيئة العامة لقصور الثقافة، القاهرة، 2014.
- موسوعة الأغنيات في السينما المصرية الجزء الثالث من بداية عام 1952 حتى نهايته، الهيئة العامة لقصور الثقافة، القاهرة، 2014.
- موسوعة الأغنيات في السينما المصرية الجزء الرابع من 1953 حتى 1956، الهيئة العامة لقصور الثقافة، القاهرة، 2014.
- موسوعة الأغنيات في السينما المصرية الجزء الخامس من 1946 حتى 1949، الهيئة العامة لقصور الثقافة، القاهرة، 2014.
- موسوعة الأغنيات في السينما المصرية الجزء السادس من 1970 حتى 2004، الهيئة العامة لقصور الثقافة، القاهرة، 2014.
- موسوعة الأغنيات في السينما المصرية الجزء السابع من 2005 حتى 2013، الهيئة العامة لقصور الثقافة، القاهرة، 2014.
- موسوعة أدباء نهاية القرن العشرين“، الدار المصرية اللبنانية، القاهرة، 2009.
- موسوعة الأفلام العربية، لندن، 2017.[6]
- "موسوعة أدباء القرن الواحد والعشرين"، دار اكتب - دار المشارق، لندن، 2019
- "هؤلاء كتبوا للأطفال" 2020
- "موسوعة الممثل في السينما العربية"، دار اكتب، لندن، 2021
- "موسوعة المخرجين في السينما العربية"، مهرجان الاسماعيلية، 2023

### دراسات سينيمائية
- ”الاقتباس في السينما المصرية: مع ببليوجرافيا بالأفلام المقتبسة“، الهيئة المصرية العامة للكتاب، القاهرة، 2002. يدرج الكاتب في هذا الكتاب اقتباسات من الأفلام السينمائية المستخلصة من أفلام وروايات عالمية، دون ذكر المصدر. وفي لقاء له مع جريدة المال، يوضح القاسم أن تاريخ الإقتباسات يمتد من عام 1933 حتى 2020، ويستهدف من خلاله الكشف عن ضعف التأليف السينمائي في السينما المصرية والسرقات السينمائية التي أخفاها المنتجون وقد صدر نفس الكتاب مع كثير من الإضافات بإسم "السرقات والاقتباس في السينما المصرية" 2022.[7]
- السينما المصرية والإثارة، الدار الثقافية للنشر، القاهرة، 1998.
- "الفيلم التاريخي في مصر"
- "الفيلم السياسي في مصر"
- "السينما والأدب في مصر"، الهيئة المصرية العامة للكتاب، القاهرة، 1999.
- "السينما والدين في مصر"
- "السينما والعنف"
- "السينما والفن التشكيلي"
- "سينما الرسوم المتحركة"
- "الفيلم الفانتازي في مصر"
- "أفلام مثيرة للجدل"
- "الفيلم والمدينة"
- سينما نبيلة عبيد، يتناول هذا الكتاب أعمال نبيلة عبيد السينمائية خلال 50 عاماً بعيداً عن حياتها الشخصية، مبرزاً فترة توهجها في مطلع عام 1960 حتى عام 1990. أخبر القاسم جريدة الدستور بأنه عمل على هذا الكتاب لمدة عامين تقريباً، ولكن تعطل نشر الكتاب وتوزيعه بسبب وفاة أحد القائمين الذي كان سيتولى هذه المهمة.[8]
- نجيب محفوظ بين الفيلم والرواية، الهيئة العامة لقصور الثقافة، القاهرة، 2011.

### مسرحيات
- زيزو موهوب زمانه، 1997 (الطبعة الأولى)، 2007 (الطبعة الثانية).
- زيزو ديجيتال، 2002.
- "كواليس" 2023 (هيئة الكتاب).

### ترجماته
- "آلهة الذباب" 1984.
- "شحاذون و معتزون" 1988
- "منزل الموت الأكيد" 1991.
- "العنف والسخرية" 1993.
- ”يدوم الحب ثلاث سنوات“ للكاتب فردريك بيجيديه، طوى للثقافة والنشر والإعلام، لبنان، 2015.
- ”اغتيال“، للكاتبة إميلي نوتومب، دار الهلال، القاهرة، 2003.
- ”أناقة القنفذ“، للكاتب مورييل باربرى، (هيئة الكتاب) 2006.

الأعمال الدرامية للاذاعة والتليفزيون:
- سميحة ديجيتال (مسلسل اذاعي)
- شقاوة كلام (حلقات اذاعية للاطفال)، إخراج سهير شعراوي
- مغامرات حب حب (حلقات للاطفال)
- جارة القمر، مسلسل عن حياة المطربة فيروز، إخراج عصام العراقي
- مغامرات جلجل وفلفل، مسلسل تليفزيوني للاطفال
- ابتسام الظهيرة (مسرحية مترجمة عن بول كلودن)
- هناك شخصا آخر، مسرحية فصل واحد في البرنامج الثقافي

## جوائزه
- جائزة الدولة التشجيعية في أدب الأطفال من المجلس الأعلي للثقافة، عام 1988.
- جائزة أحسن دراسة أدبية تحت عنوان "الأدب العربي المكتوب بالفرنسية"، اتحاد الكتاب، 2005.[1]
- جائزة الدولة التشجيعية في تبسيط العلوم عن كتابه "موسوعة العلماء للأطفال"، عام 2006.
- جائزة مهرجان الاعلام العربي في القاهرة عن مسلسل للأطفال بإسم "شقاوة كلام"، عام 2005.
- جائزة مهرجان الاعلام في البحرين في إطار المسلسل الإذاعي التاريخي، عام 2013.